# Gara Episcopia Bihor Fr
Gara Episcopia Bihor Fr este o stație de cale ferată care deservește Oradea, județul Bihor, România.